# Kassandra

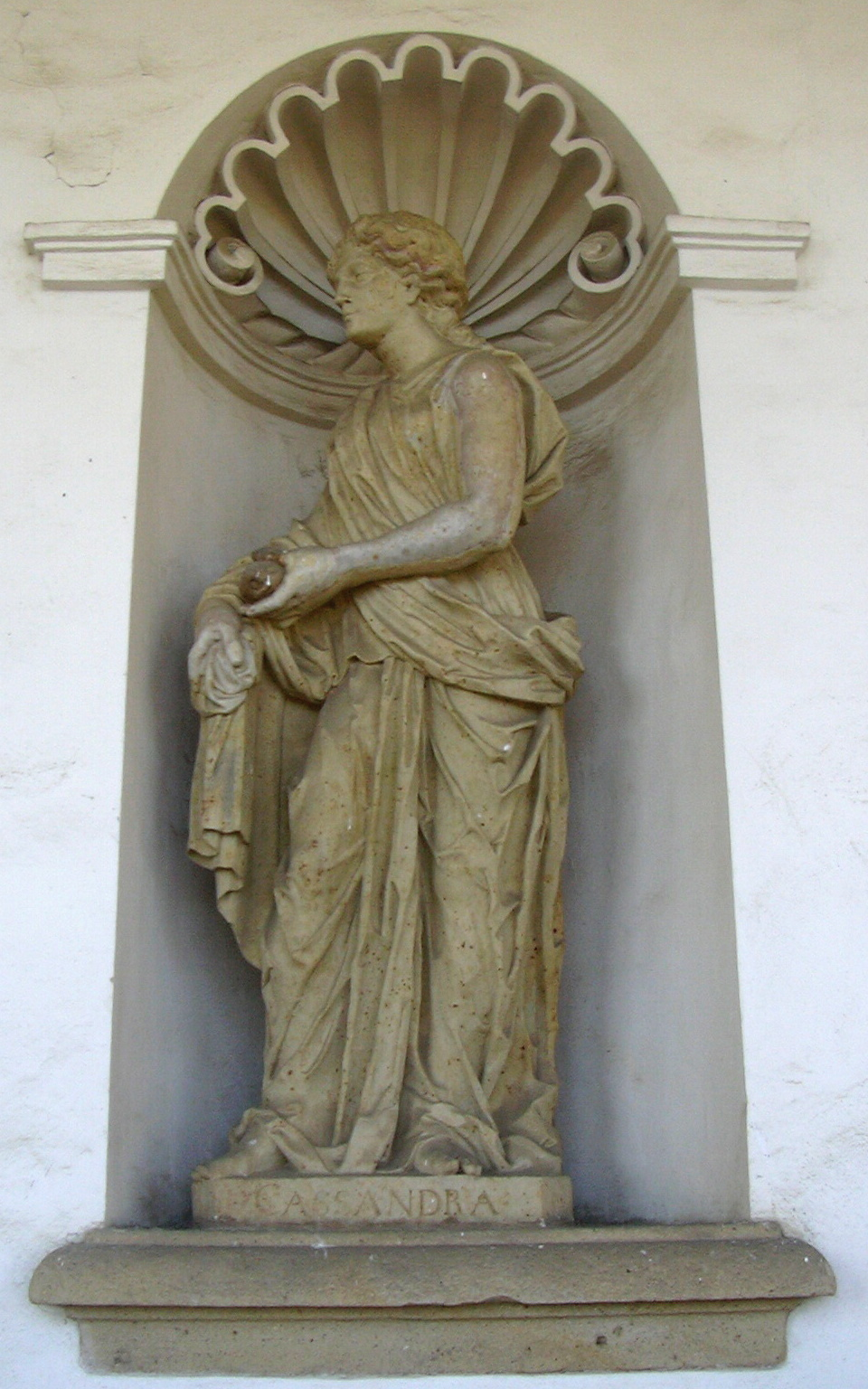
Socha Kassandry v kolonádě Květné zahrady v Kroměříži

Kassandra (starořecky Κασσάνδρα, latinsky Cassandra) je v řecké mytologii dcera trojského krále Priama a jeho manželky Hekabé. Byla proslulou věštkyní.

## Legenda

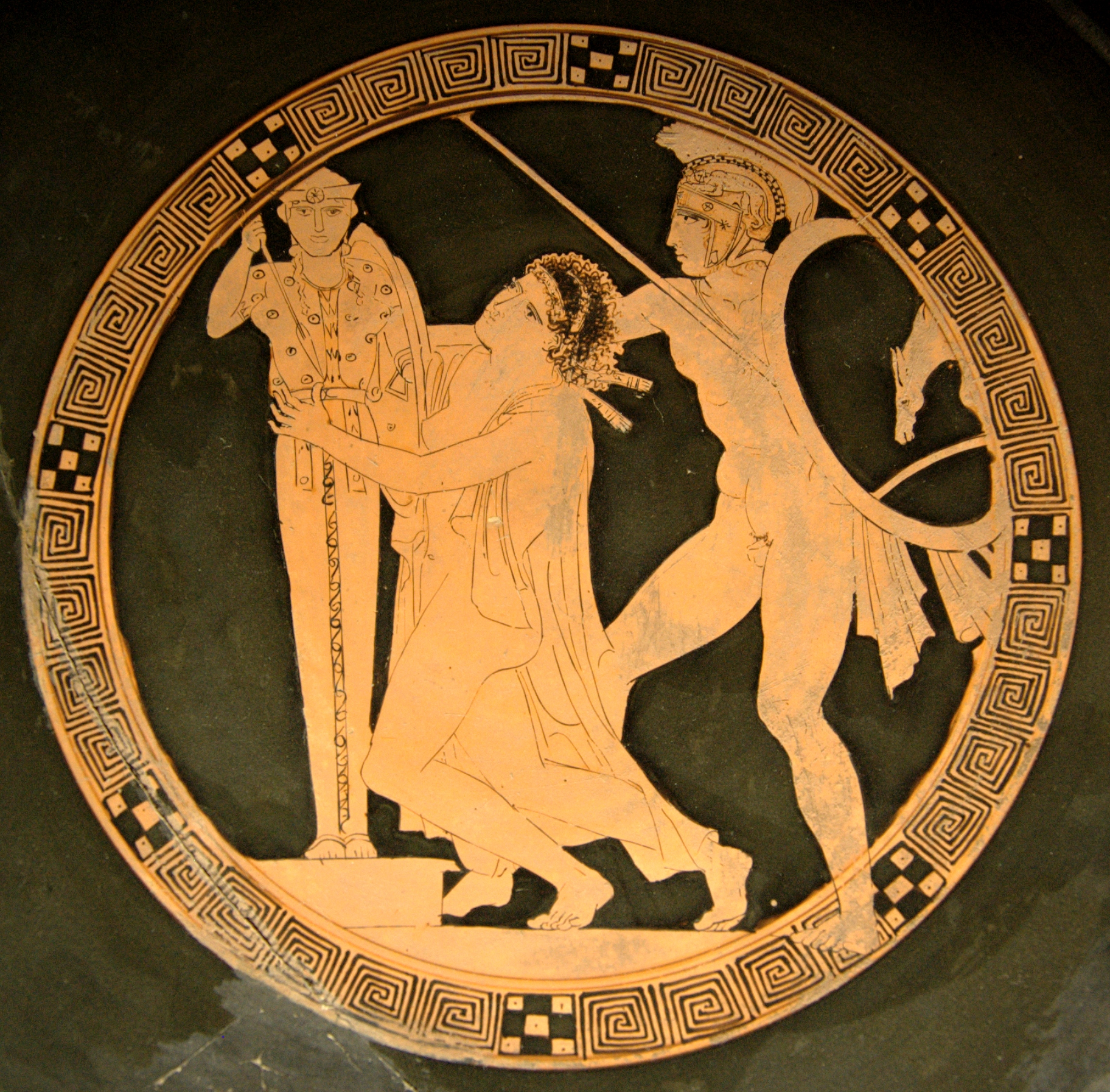
Aiás znásilňující Kassandru

Kassandra byla tak krásná, že se do ní zamiloval sám bůh Apollón, nejkrásnější z bohů. Slíbila mu svou lásku, když jí dá věšteckého ducha. Apollón to udělal, avšak ona ho najednou odmítla milovat. Dary od bohů se nevracejí, takže schopnost předpovídat jí zůstala, ale Apollón ji potrestal tím, že nikdo nikdy nebude jejím věštbám věřit. A tak tomu napříště vždycky bylo – Kassandra předpověděla, nikdo jí nevěřil, každá věštba se však beze zbytku potvrdila.
Poprvé se stalo, že její matka měla sen o hořící pochodni a Kassandra předpověděla, že její očekávaný syn bude příčinou záhuby Tróje. Radila, ať dítě hned po narození zahubí a tím ušetří bohaté trojské království od zkázy. Nikdo jí neuvěřil.
Novorozeného syna Parida nechali nicméně na králův rozkaz pohodit v lese, na svazích hory Ídy, on však přežil díky medvědici, která ho odkojila a nymfě Oinóné a pastýři Ageláovi, kteří se o něj postarali a vychovali ho. Když Paris dospěl, vrátil se do paláce, poté rozsoudil spor o nejkrásnější bohyni a za odměnu dostal krásnou Helenu; nato její manžel, spartský král Meneláos s celou armádou bojovníků a lodí připluli, obléhali a v desátém roce války dobyli a vyplenili Tróju.
Další Kassandřina nevyslyšená věštba bylo varování Trójanů před dřevěným trojským koněm, nepovedlo se jí však zabránit tomu, aby zvědaví Trójané vtáhli koně dovnitř městských bran. Z koně v noci vyskákali ukrytí Řekové, otevřeli brány dalším vojskům a do rána bylo město zničeno.
Když už Trója hořela, ukryla se Kassandra v chrámě bohyně Pallas Athény. Tam se jí však zmocnil achajský bojovník Aiás zvaný „malý“ a zneuctil ji. Za to ho ztrestala bohyně smrtí v moři.
Kassandra při dělení kořisti připadla jako otrokyně veliteli řeckých vojsk Agamemnónovi, který ji vzal s sebou do Mykén (prý i s dvojčaty Téledamem a Pelopem, která mu porodila). Hned po vstupu do paláce na slavnostní hostinu byla zákeřně zavražděna hned po Agamemnónovi. Někde se tvrdí, že zemřela rukou zrádného králova bratrance Aigistha, jiní říkají, že to byla ruka Klytaimnéstry, královy manželky. K těmto vraždám nemuselo dojít, kdyby Kassandřina varovná slova před vstupem do paláce byla vyslyšena. Jako tolikrát předtím ani tentokrát jejím slovům nikdo nevěřil.

## Ohlas v umění
Kassandřiny osudy líčí zejména
- Homér v dílech Ílias i Odysseia
- Aischylos v trilogii Oresteia (458 př. n. l.)
- Eurípidés v tragédii Trójanky (415 př. n. l.)
- Hector Berlioz v opeře Les Troyens (Trójané, napsaná v letech 1856–1858)
- Christa Wolfová v próze Kassandra (1983)
- Taylor Swift v písni Kassandra z alba the Tortured Poets Department (2024)

V roce 1982 nahrála skupina ABBA píseň Cassandra. Píseň popisuje poslední okamžiky před Kassandřiným odjezdem z Tróje.